# Novaculichthys
 Novaculichthys és un gènere de peixos de la família dels làbrids i de l'ordre dels perciformes.

## Taxonomia
- Novaculichthys macrolepidotus (Bloch, 1791)[1]
- Novaculichthys perlas (Wellington, Allen i Robertson, 1994)[2]
- Novaculichthys taeniourus (Lacépède, 1801)[3]
- Novaculichthys woodi (Jenkins, 1901)[4][5][6]